# Street Sounds Electro 4
Street Sounds Electro 4 er det fjerde opsamlingsalbum i en serie og blev udgivet i 1984 af StreetSounds. Albummet udkom som LP-plade og kassettebånd og består af syv electro og old school hip hop numre mixet af DJ Morris.

## Sporliste
| 1. | "Steps Ahead"                                                                     | Radio Active                    | 6:45 |
| 2. | "Here Comes That Beat!"                                                           | Pumpkin & The Profile All-Stars | 6:50 |
| 3. | "Megamix (Includes: Rockit, Autodrive, Future Shock, TFS, Rough & Chameleon '84)" | Herbie Hancock                  | 6:18 |

| 1. | "Sucker M.C.'s"                       | Run-D.M.C | 3:15 |
| 2. | "Breakin' In Space"                   | Key-Matic | 6:16 |
| 3. | "Beethoven's Fifth (Street) Symphony" | The VHB   | 7:03 |
| 4. | "Techno City"                         | Cybotron  | 6:55 |